# Kukaččí včely

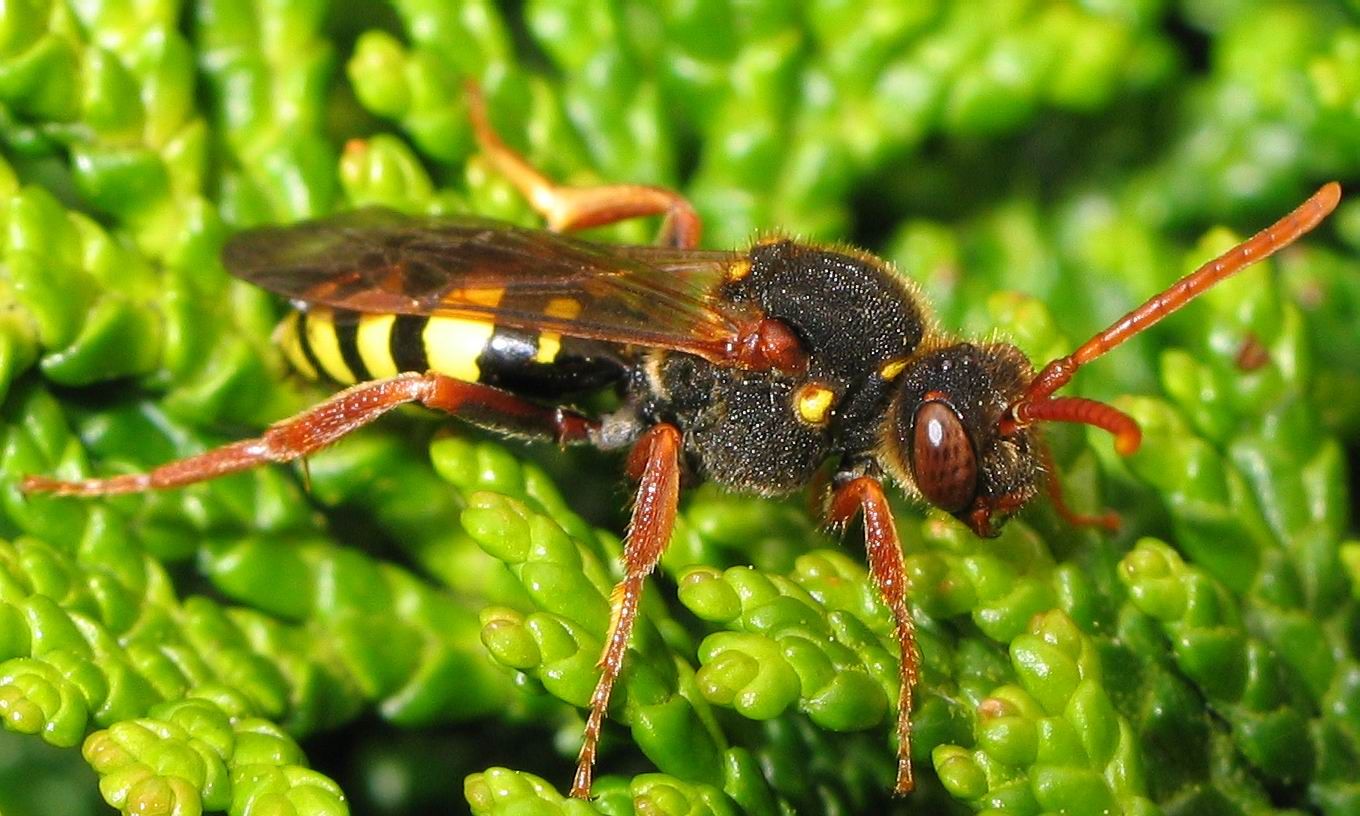
Nomáda Nomada marshamella, zástupce nejpočetnější linie kukaččích včel (Apidae: Nomadinae)

Termín kukaččí včely označuje několik linií včel (Apiformes), u kterých se setkáváme s hnízdním parazitismem, veřejnosti nejlépe známým u některých kukaček (Cuculidae), dle kterého získala tato ekologická skupina své jméno v češtině i dalších jazycích (angl. cuckoo bee, něm. Kuckucksbiene). V závislosti na autorovi se pak přesný význam mírně liší – mezi kukaččí včely se nikdy neřadí druhy, u kterých dochází k vnitrodruhové usurpaci hnízd, ani druhy zásobující vlastní hnízda vykrádáním hnízd ostatních jedinců či druhů. Jako kukaččí včely jsou v literatuře často označování parazitičtí pačmeláci (Bombus, dříve řazeni do samostatného rodu Psithyrus) a další sociální paraziti, kteří nahrazují hostitelskou královnu u sociálních druhů a přebírají tak kontrolu nad hnízdem.
Za kukaččí včely v nejužším slova smyslu se tak považují kleptoparazitické druhy, které si nestaví vlastní hnízdo a pouze kladou jedno nebo více vajíček do zásob pylu a nektaru hostitele, přičemž parazitická samice či larva dříve či později odstraňuje vajíčko nebo larvu hostitele. Larva parazita se pak vyvíjí na pylonektarových zásobách hostitele. Kukaččí samice po vykladení vajíček v hnízdě většinou nezůstává, případně se pouze krátce vrací a kontroluje své potomstvo či parazituje další komůrky. Některé ruděnky (Sphecodes) však mohou přezimovat v opuštěných hnízdech hostitelů. Kleptoparazitismus u včel je většinou mezidruhový, vnitrodruhový parazitismus je však rovněž znám. Zároveň nejde o čistě oddělené kategorie, některé kleptoparazitické druhy rodu Sphecodes parazitující u sociálních druhů se svou strategií blíží spíše parazitům sociálním.

## Původ a rozšíření kukaččí strategie u včel
Parazitismus se u včel vyvinul několikrát nezávisle na sobě v rámci různých linií. Sociální parazitismus vznikl alespoň sedmnáctkrát nezávisle – třikrát u Halictinae (Halictidae), jedenáctkrát v tribu Allodapini (Apidae: Xylocopinae) a třikrát u čmeláků rodu Bombus (Apidae: Apinae). Počet nezávislých vzniků kukaččího kleptoparazitismu u včel se blíží 31 – jednou vznikl u Hylaeinae (Colletidae), devětkrát u Halictinae (Halictidae), desetkrát u Megachilinae (Megachilidae), jednou u Nomadinae (Apidae) a desetkrát v rámci Apinae (Apidae). Vzhledem k problematické fylogenezi těchto skupin však existuje i možnost, že počet nezávislých vzniků je nadhodnocený. Nejstřízlivější odhady tak mluví o alespoň 17 nezávislých vznicích.
Takřka čistě neparazitickými liniemi zůstávají Colletidae, s výjimkou pěti havajských druhů rodu Hylaeus (Nesoprosopis), u kterých byla tato strategie potvrzena po více než sto letech dohadů, dále pak Andrenidae, Nomiinae, Rophitinae, Melittidae, Ceratinini, Xylocopini a Eucerini.
Kleptoparazitismus je poměrně běžný, odhady hovoří o 15 až 25 % celkového počtu druhů ve světě, zhruba 25 % kukaččích včel najdeme i v české fauně.
Zároveň platí, že alespoň na severní polokouli se množství parazitických včel zvyšuje s rostoucí vzdáleností od rovníku. Důvodem pro tento jev může být periodické střídání ročních období umožňující snazší synchronizaci parazita s větším množstvím hostitelů. Roli může hrát také nemožnost najít vhodné místo k hnízdění s dostatečným předstihem před příchodem nepříznivého období, při kterém je pro vykompetované jedince či opozdilce výhodnější naklást vajíčka do již založeného cizího hnízda. Zároveň je však možné, že nejde o signifikantní ekologický vztah, ale pouze o následek hojné parazitace rodů (zejména Andrena, Bombus), které jsou početnější ve vyšších zeměpisných šířkách severní polokoule. Data pro jižní polokouli v tomto ohledu chybí.

## Morfologická přizpůsobení a detaily chování

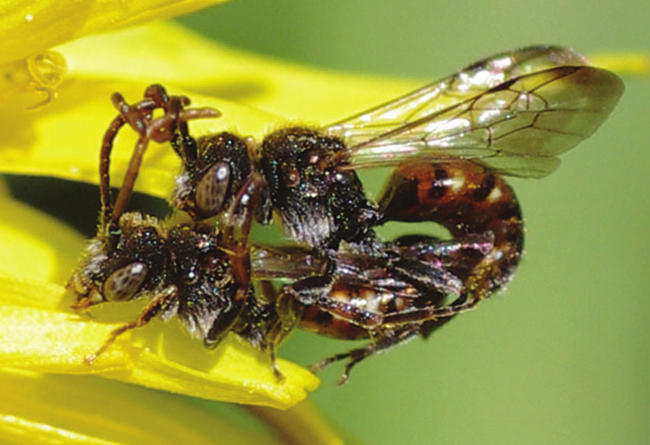
Pářící se pár Nomada flavoguttata, samec obtáčí svá tykadla kolem tykadel samice

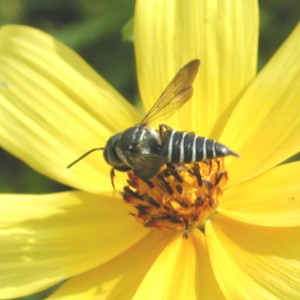
Kuželitka Coelioxys sp. s výrazně ztenčeným zašpičatělým zadečkem

Většina kukaččích včel parazituje u jednoho či více druhů, jež jim jsou blízce příbuzné (v souladu s tzv. Emeryho pravidlem původně vysloveným pro parazitické mravence), najdeme však i specialisty na druhy z jednoho či více různých nepříbuzných taxonů. U ruděnek (Sphecodes), zejména u druhů S. ephippius a S. monilicornis se pak setkáváme se specializací na individuální úrovni jednotlivých samic jinak poměrně generalistických druhů, podobně jako u jednotlivých “kmenů” (gentes) kukačky obecné (Cuculus canorus).
Na morfologické úrovni je pro všechny kukaččí včely typická redukce pylosběrného aparátu, většina znaků u jednotlivých druhů však není univerzálně aplikovatelná i na ostatní konvergentně vzniklé linie. U řady druhů se setkáváme se zesílenou kutikulou s hrubší skulpturou sloužící jako ochrana proti žihadlu a mandibulám hostitele. Běžné je také výrazné aposematické zbarvení a redukce ochlupení, kukaččí včely často připomínají spíše vosy či kutilky (např. rod Nomada). U rodu Osiris je však kutikula poměrně tenká a hladká, dostatečnou ochranu zde nejspíše zajišťuje silné a dlouhé žihadlo. U některých rodů se také vyskytuje mimeze hostitele, např. v klíči vydaném v rámci Fauna Helvetica 9: Apidae 4 se můžeme setkat s varováním před možnou záměnou hostitelské čalounice Anthidium (Anthidiellum) strigatum s kleptoparazitickou smutěnkou Stelis signata. Často také nacházíme nové morfologické struktury související s konkrétní strategií parazita.
Kleptoparazitická samice vyhledává hnízdo buď pátravým letem nad příznivou lokalitou (např. Sphecodes) nebo vyčkává na vegetaci a sleduje hostitele k hnízdu (např. Biastes). Do hnízda pak kukaččí včela proniká v nepřítomnosti hostitele, u eusociálních druhů, kde vždy zůstává alespoň jeden hostitelský jedinec na stráži, je tento buď vyhnán nebo zabit. Řada ruděnek (Sphecodes) parazitujících u sociálních ploskočelek (Halictidae) má zesílená kusadla k tomuto účelu, zároveň se u nich také často setkáváme s dlouhými tuhými výběžky na zadních holeních, jež jim slouží jako zarážky při přetlačování se s hostitelem v chodbách hnízda, případně mohou napomáhat zahrabávání parazitovaných komůrek a vchodu do hnízdní kolonie, aby hostitelé již neměli možnost kukaččí vajíčko odstranit.
Poté, co kukaččí včela pronikne do hnízda, může odstranit hostitelské vajíčko či larvu z plně zásobené a již uzavřené komůrky a nahradit ho svým vajíčkem, které se vzhledem ani velikostí příliš neliší. Parazitovanou komůrku pak opět uzavře. Vylíhlá larva pak odstraní hostitelské vajíčko nebo larvu, pokud tak již neučinila její matka, případně zabije vajíčka či larvy dalších kukaččích včel přítomných v komůrce. Řada larev má za tímto účelem zesílené srpovité mandibuly a silně sklerotizovanou prognátní hlavu. Larva vždy zabíjí potomstvo hostitele i další kukaččí larvy v případě následujících strategií.
Pokud jsou vajíčka kladena do otevřené komůrky, která ještě nebyla plně zásobena a neobsahuje vajíčko hostitele, musí kukaččí včela své vajíčko skrýt, aby ho hostitel neobjevil a nezničil. Nejčastěji jsou tak vajíčka kladena do stěn plodových komůrek a překryta krycím materiálem, či jejich povrch alespoň připomíná stěnu komůrky. Vajíčka jsou také menší, podlouhlá či lehce zahnutá, se zašpičatělými koncem a samice jich často klade větší množství. Morfologickou adaptací pro kladení do stěn je pak zašpičatělý zadeček (kuželitky rodu Coelioxys) či různé výběžky na zadečkových článcích sloužící k naříznutí stěny komůrky. Komůrka je po nakladení ponechána otevřená, hostitel ji zavře sám až po dokončení zásobování. Nomády (Nomada) navštěvují hostitelské hnízdo opakovaně a parazitují další postupně přistavované komůrky. V opakovaném proniknutí do hnízda jim může pomoci “naparfémování” z hlavových žláz samce při páření, kdy pach sekretu samce odpovídá výměškům Dufourových žláz hostitelských samic. Tato pachová mimeze snad pomáhá tlumit agresivitu hostitele v případě, že se s nomádou střetne v hnízdě.
Lehké odchylky od této strategie jsou známé u zdobenky Epeoloides coecutiens, která parazituje již hojně zásobené komůrky olejnic (Macropis) a po nakladení vajíčka je sama zavírá. Tato strategie byla popsána jen u tohoto druhu, existují však i pozorování podobného chování u rodu Melecta, zejména v době nedostatku hostitelů. Uzavírání komůrek tak může představovat možnou obranu před konkurencí s dalšími kukaččími včelami.

## Seznam kukaččích včel a jejich známých hostitelů pro Českou republiku
Dle Fauna Helvetica, díly Apidae 1–5, pro Českou republiku upraveno dle Atlasu Blanokřídlí České republiky I. a databáze BioLib, vynechány druhy vyhynulé a nezvěstné. Řada druhů na přiloženém seznamu je přítomna pouze na několika lokalitách s výskytem jejich hostitele a patří mezi kriticky ohrožené druhy.
| vyšší taxonomické zařazení kleptoparazita | kukaččí včela            | hostitel |
| ----------------------------------------- | ------------------------ | --- |
| Apidae: Nomadinae                         | Ammobates punctatus      | Anthophora (Heliophila) bimaculata |
| Apidae: Nomadinae                         | Ammobatoides abdominalis | Melitturga clavicornis |
| Apidae: Nomadinae                         | Biastes brevicornis      | Systropha curvicornis, Systropha planidens |
| Apidae: Nomadinae                         | Biastes emarginatus      | Rophites algirus, Rophites quinquespinosus |
| Apidae: Nomadinae                         | Biastes truncatus        | Dufourea dentiventris, Dufourea inermis |
| Apidae: Apinae                            | Bombus maxillosus        | Bombus ruderatus |
| Apidae: Apinae                            | Bombus barbutellus       | Bombus hortorum, možná Bombus ruderatus |
| Apidae: Apinae                            | Bombus campestris        | hlavně Bombus pascuorum, dále Bombus humilis, Bombus pomorum, Bombus pratorum |
| Apidae: Apinae                            | Bombus norvegicus        | Bombus hypnorum |
| Apidae: Apinae                            | Bombus rupestris         | hlavně Bombus lapidarius, dále Bombus pascuorum, Bombus sichelii, Bombus sylvarum |
| Apidae: Apinae                            | Bombus bohemicus         | Bombus lucorum |
| Apidae: Apinae                            | Bombus vestalis          | Bombus terrestris, pravděpodobně také Bombus lucorum |
| Apidae: Apinae                            | Bombus sylvestris        | Bombus pratorum, Bombus jonellus |
| Apidae: Apinae                            | Bombus quadricolor       | Bombus soroeensis |
| Megachilidae: Megachilinae                | Coelioxys afra           | Megachile apicalis, Megachile argentata, Megachile pilidens, možná Megachile leachella |
| Megachilidae: Megachilinae                | Coelioxys alata          | Megachile ligniseca, možná Anthophora furcata |
| Megachilidae: Megachilinae                | Coelioxys aurolimbata    | Megachile (Chalicodoma) ericetorum |
| Megachilidae: Megachilinae                | Coelioxys brevis         | Megachile leachella, možná také Megachile apicalis, Megachile pilidens |
| Megachilidae: Megachilinae                | Coelioxys conoidea       | Megachile lagopoda, Megachile maritima |
| Megachilidae: Megachilinae                | Coelioxys echinata       | Megachile apicalis, Megachile rotundata (pacifica) |
| Megachilidae: Megachilinae                | Coelioxys elongata       | pravděpodobně Megachile centuncularis, Megachile circumcincta, Megachile leachella, Megachile ligniseca, Megachile nigriventris, Megachile pyrenaea, Megachile willughbiella                            |
| Megachilidae: Megachilinae                | Coelioxys emarginata     | Megachile leucomalla |
| Megachilidae: Megachilinae                | Coelioxys inermis        | Megachile alpicola, Megachile centuncularis, Megachile versicolor, Megachile lapponica |
| Megachilidae: Megachilinae                | Coelioxys lanceolata     | Megachile nigriventris |
| Megachilidae: Megachilinae                | Coelioxys mandibularis   | Megachile alpicola, Megachile centuncularis, Megachile circumcincta, Megachile leachella, Megachile pyrenaea, Megachile versicolor, údajně Anthocopa (Hoplitis) papaveris, Anthocopa (Hoplitis) villosa |
| Megachilidae: Megachilinae                | Coelioxys quadridentata  | Anthophora furcata (Clisodon furcatus), dále pravděpodobně Anthophora plagiata, Megachile circumcincta, Megachile leachella, Megachile willughbiella, Trachusa byssina                                  |
| Megachilidae: Megachilinae                | Coelioxys rufescens      | Anthophora (Heliophila) bimaculata, Anthophora borealis, Anthophora furcata (Clisodon furcatus), Anthophora fulvitarsis, Anthophora plagiata, Anthophora pubescens, Anthophora quadrimaculata           |
| Megachilidae: Megachilinae                | Dioxys cincta            | Hoplitis adunca, Hoplitis anthocopoides, Megachile (Chalicodoma) parietina |
| Megachilidae: Megachilinae                | Dioxys tridentata        | Hoplitis anthocopoides, Hoplitis ravouxi, Megachile argentata,Megachile (Chalicodoma) parietina |
| Apidae: Apinae                            | Epeoloides coecutiens    | Macropis europaea, Macropis fulvipes |
| Apidae: Nomadinae                         | Epeolus variegatus       | Colletes daviesanus, Colletes fodiens, Colletes similis |
| Apidae: Nomadinae                         | Epeolus cruciger         | Colletes hederae, Colletes marginatus, Colletes succinctus |
| Apidae: Apinae                            | Melecta albifrons        | Anthophora plumipes, Anthophora fulvitarsis, Anthophora plagiata |
| Apidae: Apinae                            | Melecta luctuosa         | zejména Anthophora aestivalis a Anthophora retusa, dále Anthophora crinipes, Anthophora plagiata |
| Apidae: Nomadinae                         | Nomada alboguttata       | Andrena barbilabris, Andrena ventralis, pravděpodobně také Andrena argentata |
| Apidae: Nomadinae                         | Nomada argentata         | Andrena marginata |
| Apidae: Nomadinae                         | Nomada armata            | Andrena hattorfiana |
| Apidae: Nomadinae                         | Nomada atroscutellaris   | Andrena viridescens |
| Apidae: Nomadinae                         | Nomada baccata           | Andrena argentata |
| Apidae: Nomadinae                         | Nomada bifasciata        | Andrena gravida |
| Apidae: Nomadinae                         | Nomada bluethgeni        | pravděpodobně Lasioglossum marginellum |
| Apidae: Nomadinae                         | Nomada braunsiana        | Andrena curvungula, Andrena paucisquama, Andrena pandellei |
| Apidae: Nomadinae                         | Nomada castellana        | pravděpodobně Andrena anthrisci, Andrena alfkenella |
| Apidae: Nomadinae                         | Nomada conjungens        | Andrena proxima |
| Apidae: Nomadinae                         | Nomada distinguenda      | Lasioglossum villosulum, pravděpodobně také Lasioglossum parvulum |
| Apidae: Nomadinae                         | Nomada emarginata        | Melitta haemorrhoidalis, možná Andrena denticulata |
| Apidae: Nomadinae                         | Nomada errans            | Andrena nitidiuscula, Andrena pallitarsis |
| Apidae: Nomadinae                         | Nomada fabriciana        | zejména Andrena bicolor, dále Andrena chrysosceles |
| Apidae: Nomadinae                         | Nomada facilis           | pravděpodobně Andrena humilis |
| Apidae: Nomadinae                         | Nomada femoralis         | Andrena humilis, pravděpodobně také Andrena fulvago |
| Apidae: Nomadinae                         | Nomada ferruginata       | Andrena praecox |
| Apidae: Nomadinae                         | Nomada flava             | Andrena carantonica, Andrena nitida, pravděpodobně také Andrena fulva, Andrena nigroaenea |
| Apidae: Nomadinae                         | Nomada flavoguttata      | Andrena falsifica, Andrena minutula, Andrena minutuloides, Andrena semilaevis, Andrena subopaca |
| Apidae: Nomadinae                         | Nomada flavopicta        | Melitta haemorrhoidalis, Melitta leporina, Melitta nigricans, Melitta tricincta |
| Apidae: Nomadinae                         | Nomada fucata            | Andrena flavipes |
| Apidae: Nomadinae                         | Nomada fulvicornis       | Andrena bimaculata, Andrena pilipes, Andrena tibialis, pravděpodobně také Andrena agilissima, Andrena thoracica                                                                                         |
| Apidae: Nomadinae                         | Nomada furva             | Lasioglossum leucopus, Lasioglossum minutulum, Lasioglossum morio, Lasioglossum punctatissimum |
| Apidae: Nomadinae                         | Nomada fuscicornis       | Panurgus calcaratus |
| Apidae: Nomadinae                         | Nomada goodeniana        | Andrena cineraria, Andrena nigroaenea, Andrena nitida, Andrena thoracica, Andrena tibialis |
| Apidae: Nomadinae                         | Nomada guttulata         | Andrena labiata, možná také Andrena potentillae |
| Apidae: Nomadinae                         | Nomada integra           | Andrena humilis |
| Apidae: Nomadinae                         | Nomada kohli             | Lasioglossum puncticolle |
| Apidae: Nomadinae                         | Nomada lathburiana       | Andrena barbarea, Andrena cineraria, Andrena vaga |
| Apidae: Nomadinae                         | Nomada leucophthalma     | Andrena apicata, Andrena clarkella, Andrena nycthemera |
| Apidae: Nomadinae                         | Nomada marshamella       | Andrena assimilis, Andrena carantonica, Andrena ferox, Andrena stragulata, vzácně Andrena rosae, pravděpodobně Andrena nigroaenea                                                                       |
| Apidae: Nomadinae                         | Nomada melanopyga        | pravděpodobně Andrena chrysopyga |
| Apidae: Nomadinae                         | Nomada minuscula         | hlavně Lasioglossum lucidulum, dále Lasioglossum glabriusculum, Lasioglossum politum, Lasioglossum semilucens                                                                                           |
| Apidae: Nomadinae                         | Nomada moeschleri        | možná Andrena haemorrhoa |
| Apidae: Nomadinae                         | Nomada nobilis           | pravděpodobně Eucera interrupta |
| Apidae: Nomadinae                         | Nomada obscura           | Andrena ruficrus |
| Apidae: Nomadinae                         | Nomada obtusifrons       | Andrena coitana, možná také Andrena tarsata |
| Apidae: Nomadinae                         | Nomada panzeri           | Andrena fucata, Andrena fulva, Andrena helvola, Andrena lapponica, Andrena synadelpha, Andrena varians                                                                                                  |
| Apidae: Nomadinae                         | Nomada pleurosticta      | Andrena polita |
| Apidae: Nomadinae                         | Nomada rhenana           | Andrena ovatula |
| Apidae: Nomadinae                         | Nomada roberjeotiana     | zejména Andrena fuscipes, dále Andrena coitana, Andrena denticulata, Andrena tarsata |
| Apidae: Nomadinae                         | Nomada ruficornis        | Andrena haemorrhoa |
| Apidae: Nomadinae                         | Nomada rufipes           | Andrena denticulata, Andrena fuscipes, Andrena simillima |
| Apidae: Nomadinae                         | Nomada sexfasciata       | Eucera longicornis, Eucera nigrescens, pravděpodobně také Eucera interrupta |
| Apidae: Nomadinae                         | Nomada sheppardana       | Lasioglossum nitidiusculum, Lasioglossum sexstrigatum, Lasioglossum lucidulum |
| Apidae: Nomadinae                         | Nomada signata           | Andrena fulva |
| Apidae: Nomadinae                         | Nomada similis           | Panurgus banksianus |
| Apidae: Nomadinae                         | Nomada stigma            | Andrena decipiens, Andrena labialis, Andrena schencki |
| Apidae: Nomadinae                         | Nomada striata           | zejména Andrena wilkella, dále Andrena gelriae, Andrena intermedia, Andrena similis |
| Apidae: Nomadinae                         | Nomada succincta         | Andrena labialis, Andrena nigroaenea, Andrena nitida, pravděpodobně také Andrena curvungula, Andrena florea                                                                                             |
| Apidae: Nomadinae                         | Nomada symphyti          | Andrena symphyti |
| Apidae: Nomadinae                         | Nomada trapeziformis     | Andrena barbarae, Andrena limata |
| Apidae: Nomadinae                         | Nomada tridentirostris   | Andrena ventricosa |
| Apidae: Nomadinae                         | Nomada trispinosa        | Andrena taraxaci |
| Apidae: Nomadinae                         | Nomada villosa           | Andrena lathyri |
| Apidae: Nomadinae                         | Nomada zonata            | Andrena congruens, Andrena dorsata |
| Halictidae: Halictinae                    | Sphecodes albilabris     | Colletes cunicularius, Melitturga clavicornis, pravděpodobně Halictus sexcinctus |
| Halictidae: Halictinae                    | Sphecodes crassus        | Lasioglossum pauxillum, Lasioglossum punctatissimum, pravděpodobně také Lasioglossum nitidiusculum, Lasioglossum quadrinotatulum                                                                        |
| Halictidae: Halictinae                    | Sphecodes cristatus      | Halictus subauratus |
| Halictidae: Halictinae                    | Sphecodes ephippius      | Andrena flavipes, Halictus tumulorum, Lasioglossum laticeps, Lasioglossum leucozonium, Lasioglossum pauxillum, Lasioglossum quadrinotatulum, případně Andrena chrysopyga, Halictus maculatus            |
| Halictidae: Halictinae                    | Sphecodes ferruginatus   | Lasioglossum fulvicorne, údajně také Lasioglossum laticeps, Lasioglossum pauxillum |
| Halictidae: Halictinae                    | Sphecodes geoffrellus    | Lasioglossum morio, Lasioglossum leucopus, Lasioglossum nitidiusculum |
| Halictidae: Halictinae                    | Sphecodes gibbus         | Halictus rubicundus, Halictus quadricinctus, Halictus sexcinctus, možná také Halictus maculatus, Andrena vaga, Colletes cunicularius                                                                    |
| Halictidae: Halictinae                    | Sphecodes hyalinatus     | Lasioglossum fulvicorne, Lasioglossum quadrinotatulum, pravděpodobně také Lasioglossum fratellum |
| Halictidae: Halictinae                    | Sphecodes longulus       | Lasioglossum minutissimum, pravděpodobně také Lasioglossum leucopus, Lasioglossum morio |
| Halictidae: Halictinae                    | Sphecodes majalis        | Lasioglossum pallens |
| Halictidae: Halictinae                    | Sphecodes marginatus     | pravděpodobně Lasioglossum lucidulum, Lasioglossum tarsatum, Lasioglossum sabulosum, Lasioglossum sexstrigatum                                                                                          |
| Halictidae: Halictinae                    | Sphecodes miniatus       | Lasioglossum nitidiusculum, pravděpodobně také Lasioglossum sexstrigatum, Lasioglossum pauxillum, Lasioglossum morio                                                                                    |
| Halictidae: Halictinae                    | Sphecodes monilicornis   | Halictus rubicundus, Lasioglossum albipes, Lasioglossum calceatum, Lasioglossum leucozonium, Lasioglossum malachurum, Lasioglossum zonulum                                                              |
| Halictidae: Halictinae                    | Sphecodes niger          | Lasioglossum morio |
| Halictidae: Halictinae                    | Sphecodes pellucidus     | Andrena barbilabris, Andrena argentata, pravděpodobně také Andrena humilis, Andrena ventralis, Lasioglossum nigripes                                                                                    |
| Halictidae: Halictinae                    | Sphecodes puncticeps     | Lasioglossum villosulum, pravděpodobně také Lasioglossum brevicorne, Lasioglossum politum, Lasioglossum sabulosum                                                                                       |
| Halictidae: Halictinae                    | Sphecodes reticulatus    | Andrena barbilabris |
| Halictidae: Halictinae                    | Sphecodes rubicundus     | Andrena labialis, možná také Andrena agilissima |
| Halictidae: Halictinae                    | Sphecodes ruficrus       | možná Lasioglossum marginatum |
| Halictidae: Halictinae                    | Sphecodes rufiventris    | Halictus maculatus |
| Halictidae: Halictinae                    | Sphecodes scabricollis   | pravděpodobně Lasioglossum zonulum |
| Halictidae: Halictinae                    | Sphecodes spinulosus     | Lasioglossum xanthopus |
| Megachilidae: Megachilinae                | Stelis breviuscula       | Heriades crenulatus, Heriades truncorum, pravděpodobně Chelostoma florisomne |
| Megachilidae: Megachilinae                | Stelis franconica        | Osmia mustelina |
| Megachilidae: Megachilinae                | Stelis minima            | Chelostoma campanularum, Chelostoma distinctum |
| Megachilidae: Megachilinae                | Stelis minuta            | Hoplitis claviventris, Hoplitis leucomelana, Chelostoma rapunculi, Osmia gallaru |
| Megachilidae: Megachilinae                | Stelis odontopyga        | Osmia (Hoplosmia) spinulosa, Osmia (Neosmia) bicolor |
| Megachilidae: Megachilinae                | Stelis ornatula          | Hoplitis acuticornis, Hoplitis claviventris, Hoplitis leucomelana, Hoplitis tridentata, Osmia caerulescens, Pseudoanthidium lituratum                                                                   |
| Megachilidae: Megachilinae                | Stelis phaeoptera        | Osmia leaiana, Osmia niveata |
| Megachilidae: Megachilinae                | Stelis punctulatissima   | Lithurgus chrysurus, Megachile (Chalicodoma) parietina, Osmia brevicornis, Osmia leaiana, Osmia niveata, Pseudoanthidium lituratum, příležitostně Anthidium manicatum, Anthidium oblongatum             |
| Megachilidae: Megachilinae                | Stelis signata           | Anthidiellum strigatum, Pseudoanthidium lituratum |
| Apidae: Apinae                            | Thyreus orbatus          | Anthophora plagiata, Anthophora quadrimaculata |
| Apidae: Apinae                            | Thyreus histrionicus     | Anthophora quadrifasciata |